# František Novák (politik KSČ)
František Novák (10. května 1923 Slatina– leden 2014) byl český a československý politik Komunistické strany Československa a poúnorový poslanec Národního shromáždění ČSR.

## Biografie
XIV. sjezd KSČ ho zvolil členem Ústředního výboru Komunistické strany Československa.
Ve volbách roku 1954 byl zvolen do Národního shromáždění za KSČ ve volebním obvodu Moravské Budějovice. V Národním shromáždění zasedal do konce jeho funkčního období, tedy do voleb v roce 1960. K roku 1954 se profesně uvádí jako účetní v JZD v obci Slatina.
Zemřel koncem ledna 2014. Tehdy se uvádí bytem ve Slatině. Pohřeb se konal na hřbitově ve Znojmě.